# Falo de Schelklingen

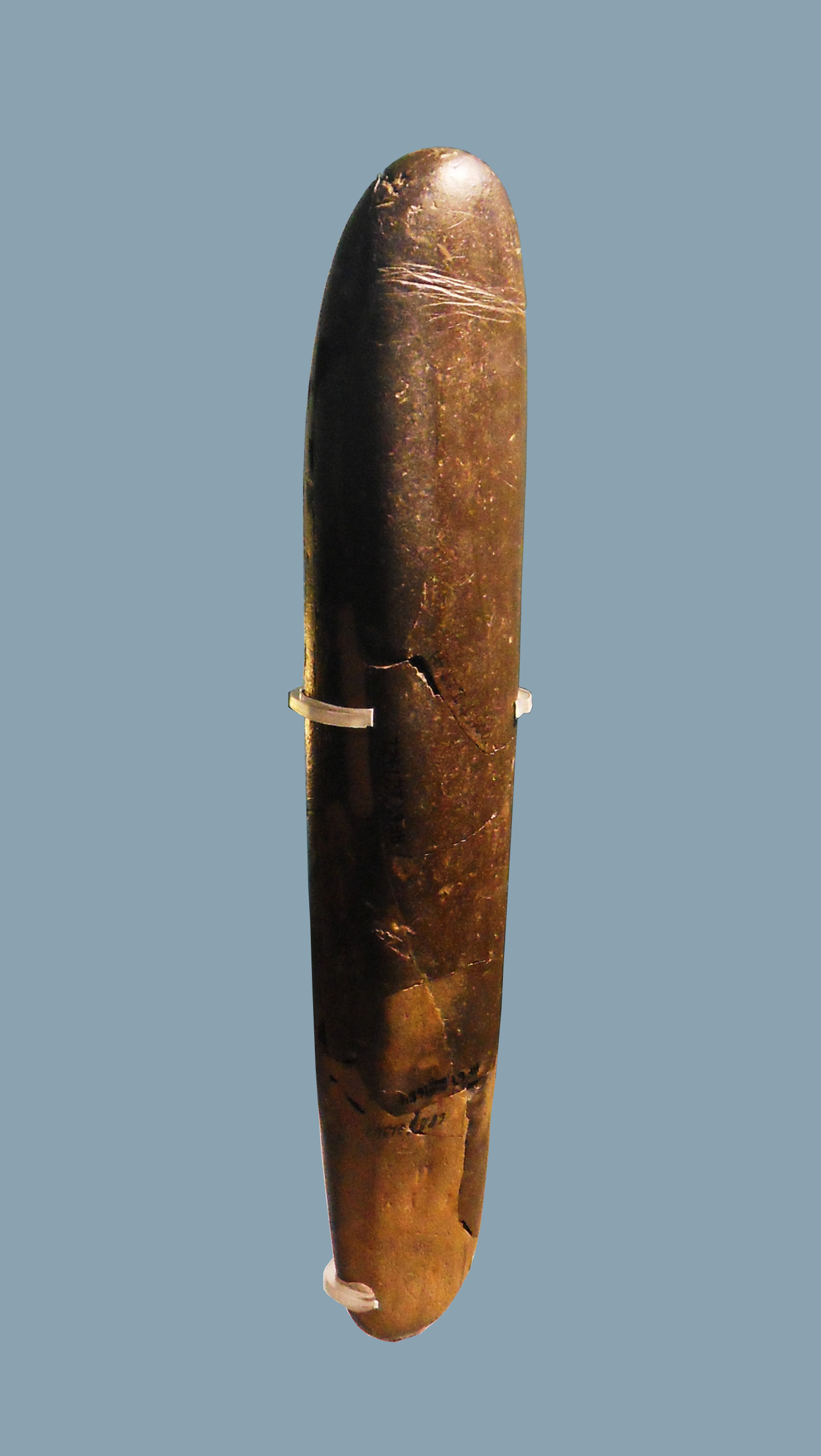
El falo de Schelklingen

El falo de Schelklingen fue descubierto en 2004 en la cueva Hohle Fels en Schelklingen, en el distrito de Alb-Donau en Baden-Wurtemberg. De aproximadamente 28 000 años, el falo procede de un estrato del Gravetiense, durante la Edad del Hielo, y es de limolita de color gris antracita. Tiene 19,2 centímetros de largo, 3,6 cm de ancho, de 2,8 cm de espesor y 287 gramos de peso.
El artefacto de piedra ha sido reconstruido de catorce fragmentos, mostrando grupos de marcas y arañazos, que demuestran que también se empleó de maza. Procede de un estrato que puede distinguirse con precisión, en el que se han encontrado más de 10 000 artefactos de pedernal, numerosos restos orgánicos y gran cantidad de restos quemados de huesos. Este instrumento de percusión en forma de falo da información sobre la representación de la sexualidad masculina en el Gravetiense, en un periodo conocido principalmente por sus venus y representaciones de animales y quimeras.